# 普朗富瓦
普朗富瓦（法語：Planfoy，法語發音：[plɑ̃fwa]）是法国卢瓦尔省的一个市镇，属于圣艾蒂安区。

## 地理
普朗富瓦（45°22'59"N, 4°26'26"E）面积12.27 平方千米，位于法国奥弗涅-罗讷-阿尔卑斯大区卢瓦尔省，该省份为法国中南部省份，北起顺时针与索恩-卢瓦尔省、罗讷省、伊泽尔省、阿尔代什省、上盧瓦爾省、多姆山省和阿列省接壤。
与普朗富瓦接壤的市镇（或旧市镇、城区）包括：拉里卡马里、圣艾蒂安、圣热内-马利福。

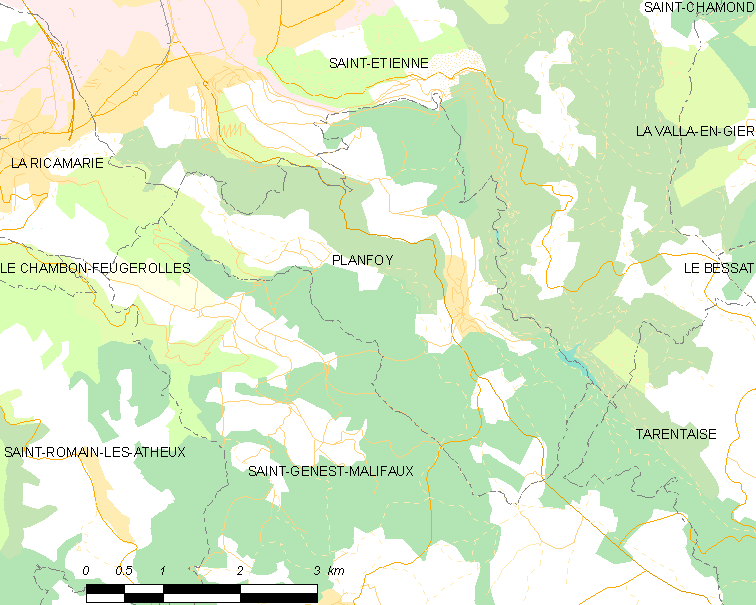
普朗富瓦的OSM定位图

普朗富瓦的时区为UTC+01:00、UTC+02:00（夏令时）。

## 行政
普朗富瓦的邮政编码为42660，INSEE市镇编码为42172。

## 政治
普朗富瓦所属的省级选区为勒皮拉县。

## 人口

1962-2008年间普朗富瓦人口变化图示

普朗富瓦于2022年1月1日时的人口数量为1072人。